# 飛上枝頭變烏鴉
《飛上枝頭變烏鴉》（英語：The Leisure Class）是一部2015年美國喜劇電視電影，由《綠光計畫》第四季競賽獲勝者傑森·曼恩執導並與皮特·瓊斯（Pete Jones）共同編劇。講述了一個試圖進入富裕家庭的男人和他難以預料兄弟的故事。主演包括艾德·威克斯、湯姆·貝爾（Tom Bell）、布魯斯·戴維森、布蘭達·史壯和布麗姬·雷根。
電影根據曼恩在2013年雨舞影展上首映的2012年短片所改編。《綠光計畫》第四季在HBO播出了《飛上枝頭變烏鴉》的製作紀錄片，記錄了曼恩的選擇和電影的製作。《飛上枝頭變烏鴉》於2015年8月在洛杉磯首映，並於2015年11月2日在HBO播出。電影收穫負面居多的口碑。

## 演員
- 艾德·威克斯飾演威廉（William）
- 湯姆·貝爾（Tom Bell）飾演雷納德（Leonard）
- 布魯斯·戴維森飾演愛德華（Edward）
- 史卡蒂·湯普森（英语：Bruce Davison）飾演艾莉森（Allison）
- 布蘭達·史壯（英语：Brenda Strong）飾演夏洛特（Charlotte）
- 布麗姬·雷根（英语：Bridget Regan）飾演費歐娜（Fiona）

## 外部連結
- Project Greenlight （页面存档备份，存于）
- 互联网电影数据库（IMDb）上《飛上枝頭變烏鴉》的资料（英文）